# Чалъкова къща (Пловдив)
 Тази статия е за къщата в Пловдив.  За къщата в Копривщица вижте Чалъкова къща (Копривщица).  
Чалъковата къща е градска къща от епохата на българското Възраждане, намираща се в непосредствена близост до църквата „Св. Никола“ в архитектурния резерват Старинен Пловдив в центъра на Пловдив в Пловдивска област в южната част на града. Има статут на паметник на културата.

## Характеристики
Чалъковата къща е къща, в която през Възраждането е живяло семейство Чалъкови (родом от гр. Копривщица), което има голям принос за подобряване на културата, образованието и достъпността на православната вяра в Пловдив. По-специално, Вълко Чалъков, известен още като „Велики“, изселил се в Пловдив през 1817 г. Той има пряк принос за изграждането на болница, няколко пловдивски църкви и училища по времето на възраждането. Сградата е в частни ръце след 1989 г. и запада дълго време, по-късно е продадена на сдружение с нестопанска цел и ремонтирана. Към момента сградата е напълно реставрирана (включително стенописи вътре в сградата) и служи като читалня и галерия „Възраждане“.
Чалъковата къща е реставрирана със средства и доброволен труд от членовете на Сдружение „Тракия“. Красивите стенописи са дело на художниците Кристина Кутлова, Атанас Калишев и Ангел Китанов от Националната художествена гимназия, които четири месеца работят в къщата. Възстановен е всеки щрих и най-малък детайл така, че да е колкото се може по-близко до оригиналите, включително и алафрангите.
Цялостнато възстановяване на Чалъковата къща е извършено по проект, създаден, одобрен и контролиран от Община Пловдив. В подредената музейна експозиция е поставена и златната реплика на родовия пръстен на Чалъкови, направена от пловдивски майстор-златар. Този пръстен е служел за печат и се е предавал от баща на най-голям син. В наличие е и кратка писмена история на къщата и на рода, както и книгата на Христо Кесяков „Вълко и Стоян Тодорови Чалъкови – потекло, живот и дейност“, издадена през 1935 година.